# Вили Моралт
Вилхелм „Вили“ Моралт (на немски: Willy Moralt) е германски художник.

## Биография

### Произход
Вили Моралт е роден на 1 декември 1884 г. в Мюнхен. Произхожда от музикантско семейство. Баща му е кралският камерен музикант и пейзажист Паул Моралт (1849 – 1943), а майка му се казва Мария, родена Юлиер. Вили Моралт често е наричан „големия племенник“ на германския художник Карл Шпитцвег, но всъщност не е точно негов роднина, а е племенник на жената на големия брат на Карл Шпитцвег: Едуард (1811 – 1884) – Ангелика, родена Моралт (1819 – 1873). Главен наследник на Карл Шпитцвег, който не е имал собствени деца, е неговият племенник Ото Шпитцвег (1843 – 1921), но по-късно и самият Вили Моралт получава като наследство няколко книги със скици и ескизи на Шпитцвег.

### Първи стъпки
Първоначално Вили Моралт започва да се занимава със свирене на пиано, но после със страст се посвещава на живописта, подобно на баща си Паул Моралт и на чичо си големия германски художник Карл Шпитцвег. Детството си прекарва на езерото Тегернзе и на езерото Щарнбергерзе. По-късно учи в Латинското училище и Реалната гимназия в Мюнхен. Баща му му преподава не само музика, но и му дава начални познания по рисуване. Вили Моралт следва в мюнхенската Академия за изобразителни изкуства рисуване и композиция в курса на проф. Карл Рауп и още на 18 години и едва след едногодишно следване получава през 1906 г. бронзов медал за изложените си произведения в Стъклената палата на град Мюнхен.
След това Вили Моралт посещава майсторския клас на Карл Рауп в класа по композиция и още съвсем млад постига необичайно големи за възрастта си успехи. Причини за това са както неговото непрекъснато прилежание, вероятно и строгото възпитание, което получава от баща си, след като още малък загубва майка си. Картините на Моралт рядко се задържат в магазина на търговеца на художествени предмети и по-късно негов приятел и съветник Деметер. Сред почитателите на картините му са не само много богати частни колекционери, но и кралският двор. А по това време той е само 22-годишен и живее с баща си на Бутермелхерщрасе 9.

### Създаване на семейство и международно признание
По това време Моралт се запознава на едно празненство с момиче на по-малко от двадесет години и решава въпреки липсата на солидна финансова основа, да се ожени. Но точно поради младата възраст родителите не дават своята благословия. Вили Моралт няма да е Моралт, ако позволи тази пречка да го разубеди. Младите заминават набързо за Лондон, където за сключване на брак не се иска съгласието на родителите. На 25 януари 1907 г. художникът се венчава в Лондон за Анна (Анита) Шмид, родена на 27 юли 1886 г. в Моос (Лангенизерхофен).
Не можела да се очаква подкрепа от разярения баща, но липсата на средства става само повод за художника да заработи още по-усърдно. През тези трудни години, когато Моралт е повален и от тежка гръдна болест, негова опора и негов меценат остава приятелят Деметер. По това време за първи път картините на Моралт отпътуват в чужбина, за частни колекции или при кралски височества. В този период се забелязва промяна на стила на Моралт в посока стила на неговия чичо Шпитцвег. Вили Моралт се оказва многостранно надарен творец, който донася от пътуванията си до Англия, Холандия, Италия и Швейцария много скици.

### Между бидермайер и импресионизъм
Вили Моралт принадлежи към онези художници, които следват своя начин на изобразяване самоуверено, без да се присъединяват към определен стил и без да се нагаждат към вкуса на публиката. Почти не излага картините си на общи изложби и не се притеснява от това, че го представят за „подражател“ на Шпитцвег.
Действително има много общо между двамата художници в мотивите и персонажите им. Моралт изучава светогледа, цветовата хармония и рисувателната техника на чичо си и по подобие на него сам приготвя боите си, но за непредубедените разликите в интерпретацията на темата е очевидна. При Моралт тя е по-мека, романтична, по-поетична. Картините му като че са потънали в лека омара. Освен това Моралт използва като извор за мотивите на картините си стотиците скици, които е направил по време на пътуванията си. Така през 1914 г. се появяват онези романтични сцени от малкия град, с бюргерите от епохата на Бидермайер. Моралт обича персонажите на самотници, застанали на верандите си или потънали в съзерцание сред избуялите растения в градината, рисува често монаси в техните убежища или сред барокови руини. Тези картини му донасят златен медал на художествената изложба във Венеция през 1924 г.
Вили Моралт не само сам приготвя боите си, но и създава нови комбинации, които придават на творбите му своеобразен блясък.
През 30-те години на 20. век рисува пейзажи в импресионистичен стил, които привличат благодарение на високото си качество колекционери и ценители.

### Ленггрис
Вили Моралт работи главно в Мюнхен, но прекарва винаги част от годината в Ленггрис, който се превръща във втора негова родина. Ленггрис се намира в Горна Бавария и е известен планински курорт. Вили Моралт се чувства привлечен от пейзажа на Бавария, особено от долината на река Изар и от Ленггрис, където купува имот и окончателно се премества да живее там през 1943 г., когато през Втората световна война загубва по време на бомбардировка мюнхенското си жилище.
Краят на Втората световна война заварва художника във военнопленнически лагер. Изтощен от болест Вили Моралт умира на 18 февруари 1947 г., почти на 58 г., в болницата в Ленггрис, Горна Бавария.

## Признание
Вили Моралт не получава официално признание, било поради художествената критика на изминалите десетилетия, било поради собственото си дистанциране. Големите лексикони по изкуствата само бегло споменават неговото име, без да разглеждат задълбочено своеобразното му творчество. За сметка на това, неговият приятел, легендарният артист Конрад Дреер (Konrad Dreher), пише стихове към картините му на старобаварски диалект, които изразяват това, което Моралт е усещал и представил чрез четката си. Освен това публиката му отдава заслуженото признание, защото днес картините му са много търсени и добре продавани в аукционните къщи.